# Flabellina nobilis
Espèce
Synonymes
- Coryphella nobilis (A. E. Verrill, 1880)
- Himatina nobilis  (A. E. Verrill, 1880)[1]

Flabellina Nobilis est une espèce de mollusques carnivores marins qui se nourrit d'autres nudibranches ainsi que de micro-organismes. Il peut vivre jusqu'à un an et atteindre une taille de 40 à 50 mm. Comme tous les nudibranches, il est hermaphrodite.

## Description
L'espèce F. nobilis mesure entre 40 et 50 mm. Le corps d'un blanc translucide est allongé et finit en pointe. Les cérates marron ou rougeâtres comportent des taches blanches ; ils sont répartis de façon homogène sur la surface dorsale. Les tentacules oraux sont parcourus d'une ligne médiane blanche qui s'épaissit vers l'extrémité. L'extrémité des rhinophores est marquée de taches blanches, principalement sur la face postérieure. Ceux-ci sont recouverts de papilles. Les rhinophores qui mesurent 15 mm sont plus longs que les tentacules oraux. F. nobilis dispose d'un pied large et musculaire situé sous le corps responsable du déplacement ; ce pied est également blanc translucide.
La radula, large masse buccale musculaire formant une râpe, permet de différencier ce nudibranche d'autres espèces du même genre,.
Cette espèce dispose de branchies rétractables en arrière du corps et autour de l'anus.

## Répartition géographique et habitat
Flabellina nobilis est largement distribué dans les eaux de l'Atlantique Nord. On le retrouve surtout sur la côte nord de la Norvège, mais on peut aussi le rencontrer sur la côte nord-est de l'Amérique du Nord (Maine et Massachusetts), le Groenland et l'Islande. Il préfère généralement les régions rocheuses exposées au courant marin.

## Mucus
Leur mucus est composé de protéines et de polysaccharides. Sa viscosité dépend de la concentration en protéines et, en effet, leur degré d'acidité est variable. Le mucus est retrouvé principalement sous le pied, il est essentiel au déplacement. Celui-ci provient d'une glande mucocyte. Il y a une diminution du mucus en présence de métaux.

## Radula, une méthode de digestion
La radula est une large masse buccale musculaire au côté antérieur de la région musculaire. Dans le cas de Flabellina nobilis, il y a une paire de dents latérales de chaque côté de la dent centrale. Cette « langue » est munie de plusieurs petites dents qui forment une râpe. Lorsque les dents de l'avant deviennent moins efficaces (lorsqu'elles deviennent moins pointues), les dents en arrière viennent les remplacer. La radula fonctionne en créant des mouvements comparables à ceux d'un tapis roulant. Les muscles attachés à l'odontophore sont responsables de ce va-et-vient.